# مجلة ناشيونال جيوغرافيك مغامرة
ناشيونال جيوغرافيك مغامرة مجلة تابعة للجمعية الجغرافية الوطنية بدأ نشرها في عام 1999 في الولايات المتحدة حيث تم إطلاق العدد الأول لها في ربيع عام 1999، بينما أخر عدد لها كان في ديسمبر 2009 قبل أن يتم إعادة تسميتها واصدارها مرتين في السنة. كان أخر عدد للنسخة الجديدة لها في ديسمبر 2009 / يناير 2010.

## المواضيع
تغطي المجلة العديد من المواضيع بداية من رحلات المغامرة، القضايا البيئية، العلوم الطبيعية وغيرها من المواضيع المتعلقة بالحياة خارج المنازل.

### العواميد
- «أول من»، عمود يهتم بأخبار الرحلات والمغامرة.
- «النصائح»، تذكر أهم توصيات الخبراء لتحسين تجربة العطلة.
- «عيشها»، تحتوي على نصائح لمغامرة أفضل، طرق لتجنب الخطر وما نوع المشاكل التي يمكن أن تواجهها.
- «الأسبوع القادم»، نصائح لوجهات سياحية تناسب العطلات الأسبوعية داخل الولايات المتحدة.
- «إلى أين»، نصائح لوجهات سياحية تناسب العطلات الأسبوعية على المستوى العالمي.

### مغامرة السنة
في نهاية كل عام، يتم اختيار قائمة لأفضل المغامرين في مختلف الفئات، فعلى سبيل المثال، كانت قائمة عدد ديسمبر 2008/ يناير 2009 تحمل اسم «أربعة عشر شخصا حلموا بشكل كبير، تخطوا قدراتهم وصنعوا عامنا». كان من بينهم، بيمبا جيالجي شيربا، الذي أطلق عليه «البطل المتطرف للظروف الصعبة» لدوره في إنقاذ العديد من متسلقي الجبال الذين فقدوا طريقهم في كارثة جبل كي 2 عام 2008.

## مجلس الإدارة
شغل جون راسموس منصب رئيس تحرير المجلة منذ إنشائها وحتى إغلاقها، بينما كان سام سيريبين وتوم بينتكوسكي مسئولي فريق تصميم غلاف المجلة في عددها الأول وتحرير أول ست قضايا للمجلة.

## وصلات خارجية
لم يتم العثور على روابط لمواقع التواصل الاجتماعي.

- الموقع الرسمي لمجلة ناشينوال جيوغرافيك مغامرة.
- مجتمع ناشونال جيوغرافيك: رحلة 130 سنة.
- حياتي كمصور مغامرات- ناشيونال جيوغرافيك مغامرة.